# Condado de Boyd (Nebraska)
O Condado de Boyd é um dos 93 condados do estado norte-americano de Nebraska. A sede do condado é Butte e a maior cidade é Spencer.
O condado tem uma área de 1412 km² (dos quais 13 km² estão cobertos por água), uma população de 2438 habitantes, e uma densidade populacional de 1,9 hab/km² (segundo o censo nacional de 2000). Foi fundado em 1883.